# Wieramiejki (stacja kolejowa)
Wieramiejki (biał. Верамейкі; ros. Веремейки) – stacja kolejowa w miejscowości Wieramiejki, w rejonie czerykowskim, w obwodzie mohylewskim, na Białorusi. Położona jest na linii Osipowicze – Mohylew – Krzyczew.